# Войдан Бимбилов
Войдан Ст. Бимбилев или Бимбилов е български общественик по време на българското управление във Вардарска Македония през Втората световна война.

## Биография
Войдан Бимбилов е роден в охридското село Велмей. Последователно е кмет на Велмей (9 август 1941 – 21 март 1942), Велушина (21 март 1942 година – 30 октомври 1942 година), Косел (30 октомври 1942 – 23 декември 1942), Буково (23 декември 1942 – 2 септември 1944) и Добрушево (23 декември 1942 – 2 септември 1944).